# Lactarius sepiaceus
Lactarius sepiaceus é um fungo que pertence ao gênero de cogumelos Lactarius na ordem Russulales. Encontrado na Nova Zelândia, foi descrito cientificamente por McNabb em 1971.